# Fontenay-sur-Loing
Fontenay-sur-Loing – miejscowość i gmina we Francji, w Regionie Centralnym, w departamencie Loiret.
Według danych na rok 1990 gminę zamieszkiwały 1163 osoby, a gęstość zaludnienia wynosiła 120 osób/km² (wśród 1842 gmin Centre, Fontenay-sur-Loing plasuje się na 337. miejscu pod względem liczby ludności, natomiast pod względem powierzchni na miejscu 1161.).